# ايمانويل جوفروا
ايمانويل جوفروا (بالفرنسية: Emmanuel Geoffroy)‏ هو عالم نبات فرنسي، ولد في 12 ديسمبر 1862 في سانتس في فرنسا، وتوفي في 1894.